# Alison Inverarity
Alison Jane Inverarity (* 12. August 1970 in Perth) ist eine ehemalige australische Hochspringerin.
1991 siegte sie bei der Universiade und wurde Elfte bei den Weltmeisterschaften in Tokio. Im Jahr darauf kam sie bei den Olympischen Spielen 1992 in Barcelona auf den achten Platz, und 1993 wurde sie Fünfte bei den Hallenweltmeisterschaften in Toronto.
1994 siegte sie bei den Commonwealth Games in Victoria und wurde Siebte beim Weltcup in London. Bei den Weltmeisterschaften 1995 in Göteborg und den Olympischen Spielen 1996 in Atlanta schied sie in der Qualifikation aus.
1998 wurde sie Siebte beim Weltcup in Johannesburg und gewann Bronze bei den Commonwealth Games in Kuala Lumpur. Bei den Olympischen Spielen 2000 in Sydney kam sie nicht über die erste Runde hinaus.
Achtmal wurde sie Australische Meisterin (1991, 1993–1995, 1997–2000).
Nach dem Ende ihrer sportlichen Laufbahn heiratete sie den Zehnkämpfer Scott Ferrier.

## Bestleistungen
- Hochsprung: 1,98 m, 17. Juli 1994, Ingolstadt
  - Halle: 1,97 m, 13. März 1993, Toronto